# Ерколе Феррата
Ерколе Феррата (італ. Ercole Ferrata; 1610, Валь д'Інтельві поблизу Комо — 10 липня 1686, Рим) — італійський скульптор епохи бароко.

## Життя і творчість
Феррата почав вивчати мистецтво вже в юності, в рідному містечку. Потім він провів сім років у майстерні генуезького скульптора Томазо Орсоліні. З Генуї Феррата направився в Неаполь, де працював переважно над замовленнями аристократичних родин Корсіні та Савеллі. У 1637 році він вступив у неаполітанську гільдію скульпторів. У 1646 році Феррата практично цілий рік працював у соборі Аквілеї.
Під заступництвом кардинала Бернардино Спада з болонського аристократичного роду Спада, Феррата в 1647 році почав працювати в римській майстерні художника  Джованні Лоренцо Берніні, зайнятого в цей час у соборі святого Петра. Переконавшись у майстерності молодого скульптора, його запросив у свою майстерню Алессандро Альгарді. У нього Феррата виконав замовлення не тільки для Папської держави, а й для королеви Швеції Христини.
У 1662—1665 роках Феррата працював у майстерні художника П'єтро да Кортона. За допомогою останнього Феррата став членом римської художньої академії Святого Луки. Пізніше виконував замовлення великого герцога Тоскани Козімо III Медічі і деякий час жив при його дворі у Флоренції.
У Римі у Феррата була велика майстерня, де в різний час навчалося багато учнів, серед них Мельхіоре Кафа та Джованні Баттіста Фоджині.
Скульптурні твори Феррата можна побачити в різних містах Європи — від Санкт-Петербурга і Вроцлава (мармурова скульптурна група зі св. Єлизаветою в однойменній капелі) і до Неаполя. Найбільш відомим з них є римський Обеліск перед Санта-Марія сопра Мінерва.

## Галерея

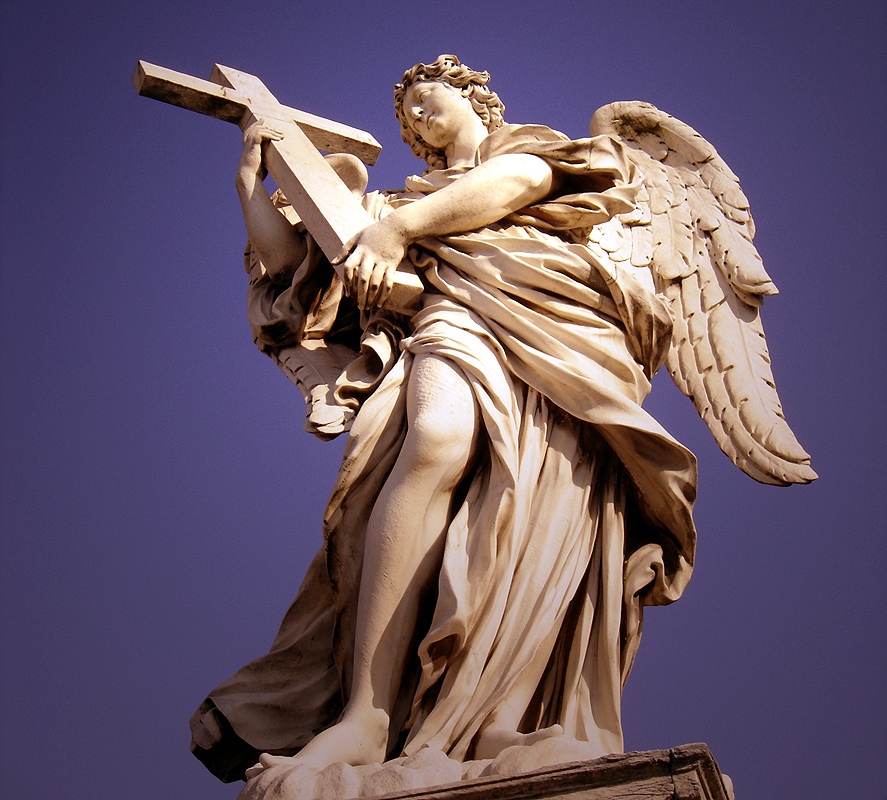
Ангел, Рим, міст Сант-Анджело
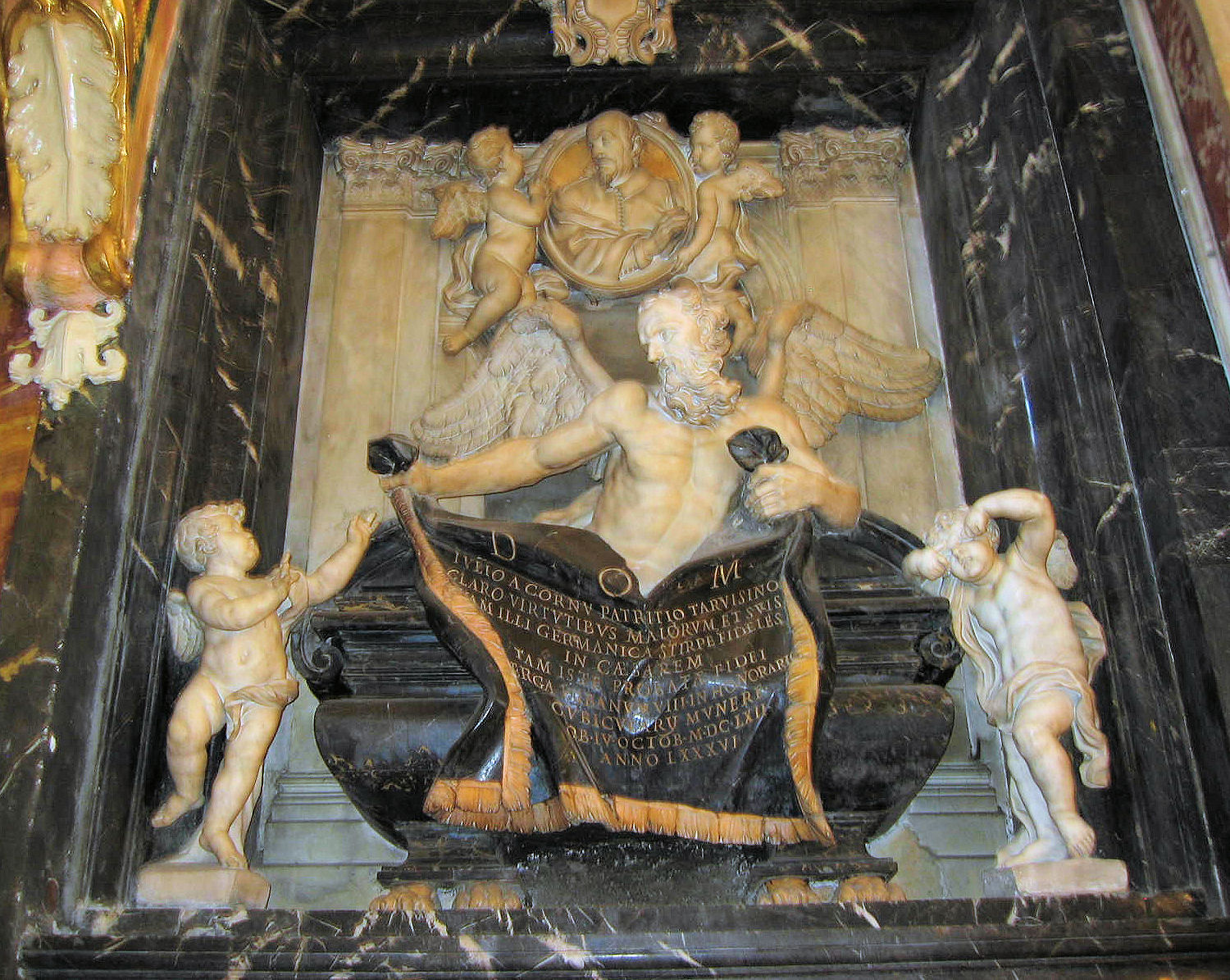
Монумент Джуліо дель Комо
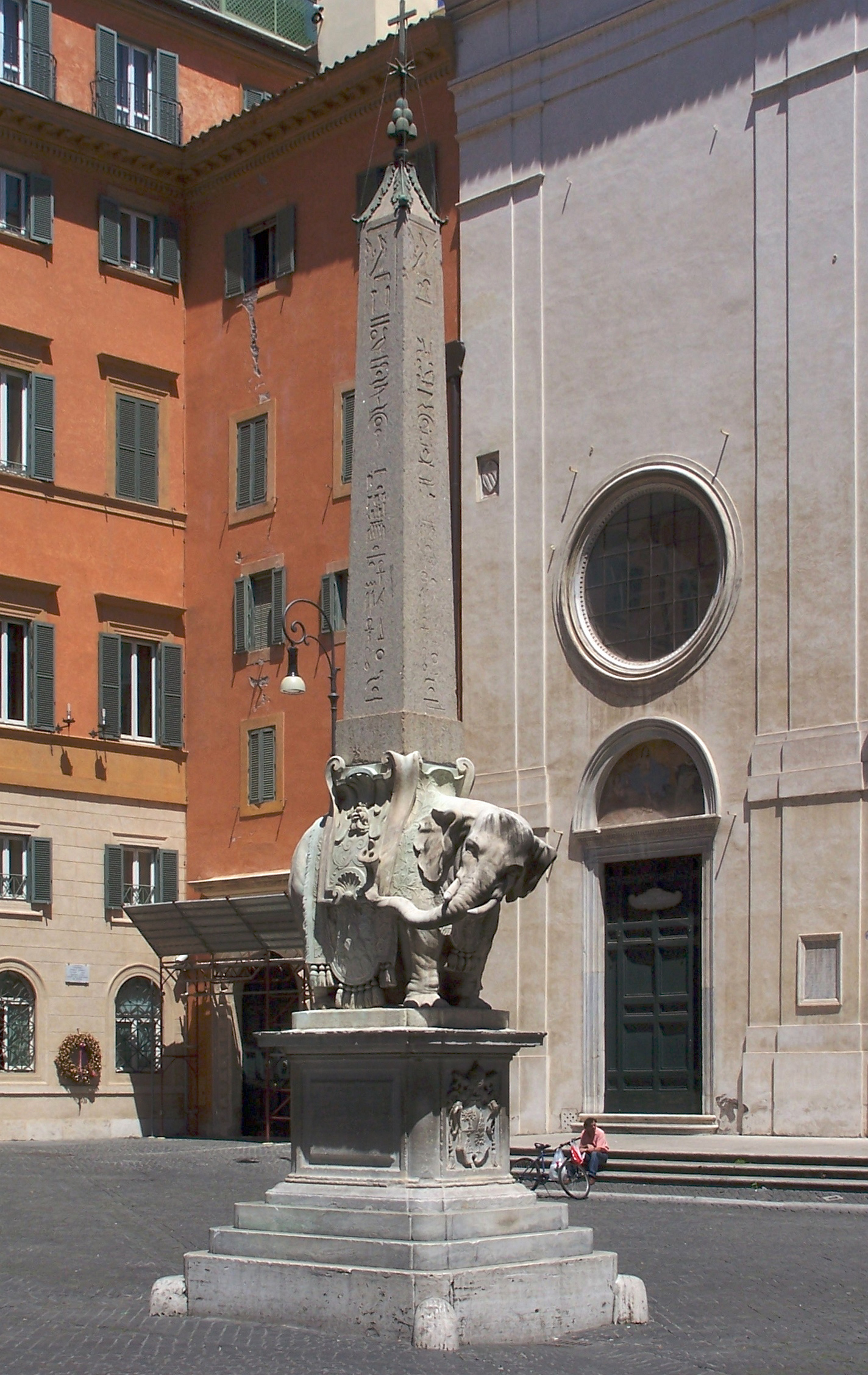
Обеліск Слона, Рим.
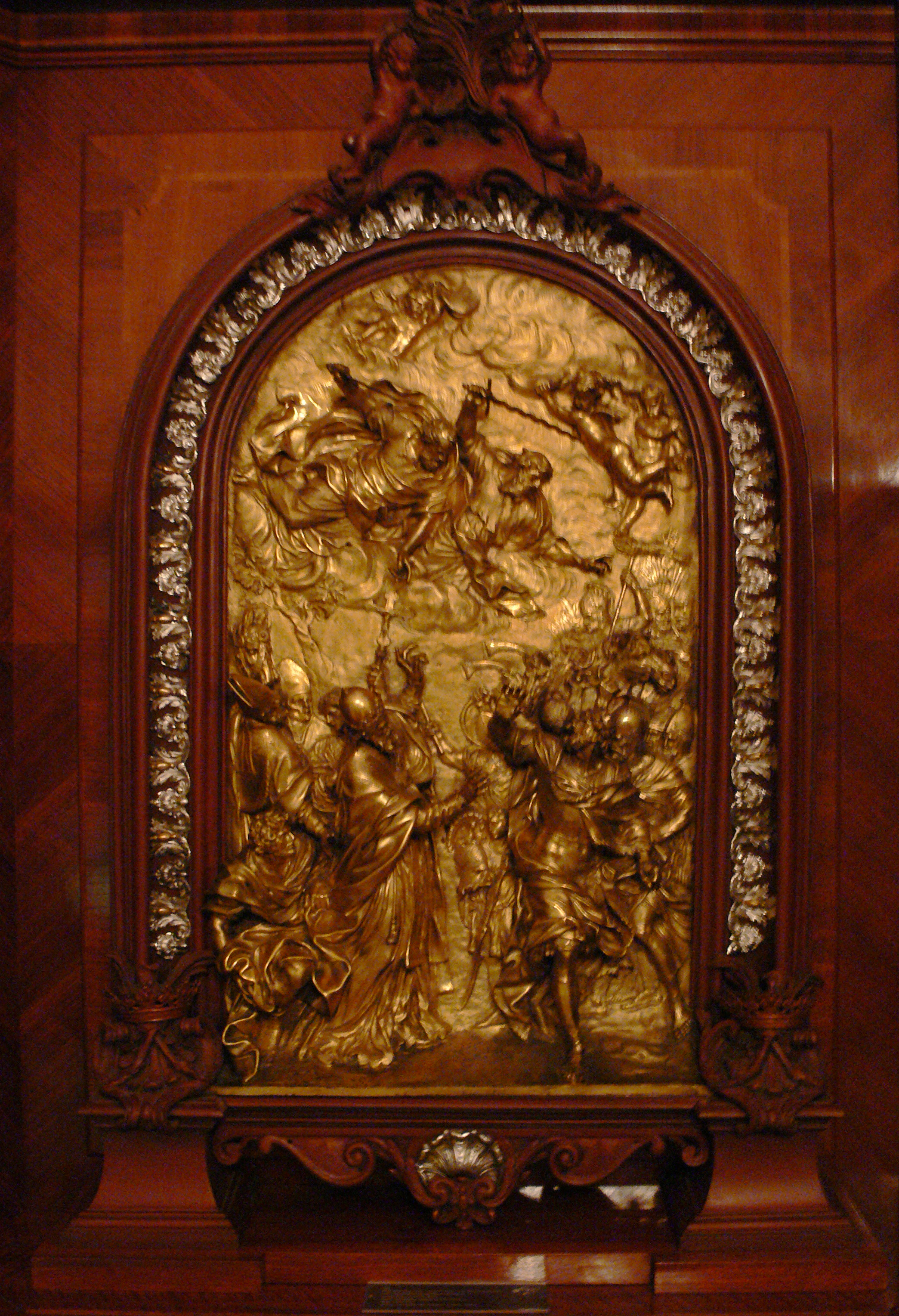
Зустріч папи Лева Великого з повелителем гунів Аттілою, Відень, Державна скарбниця
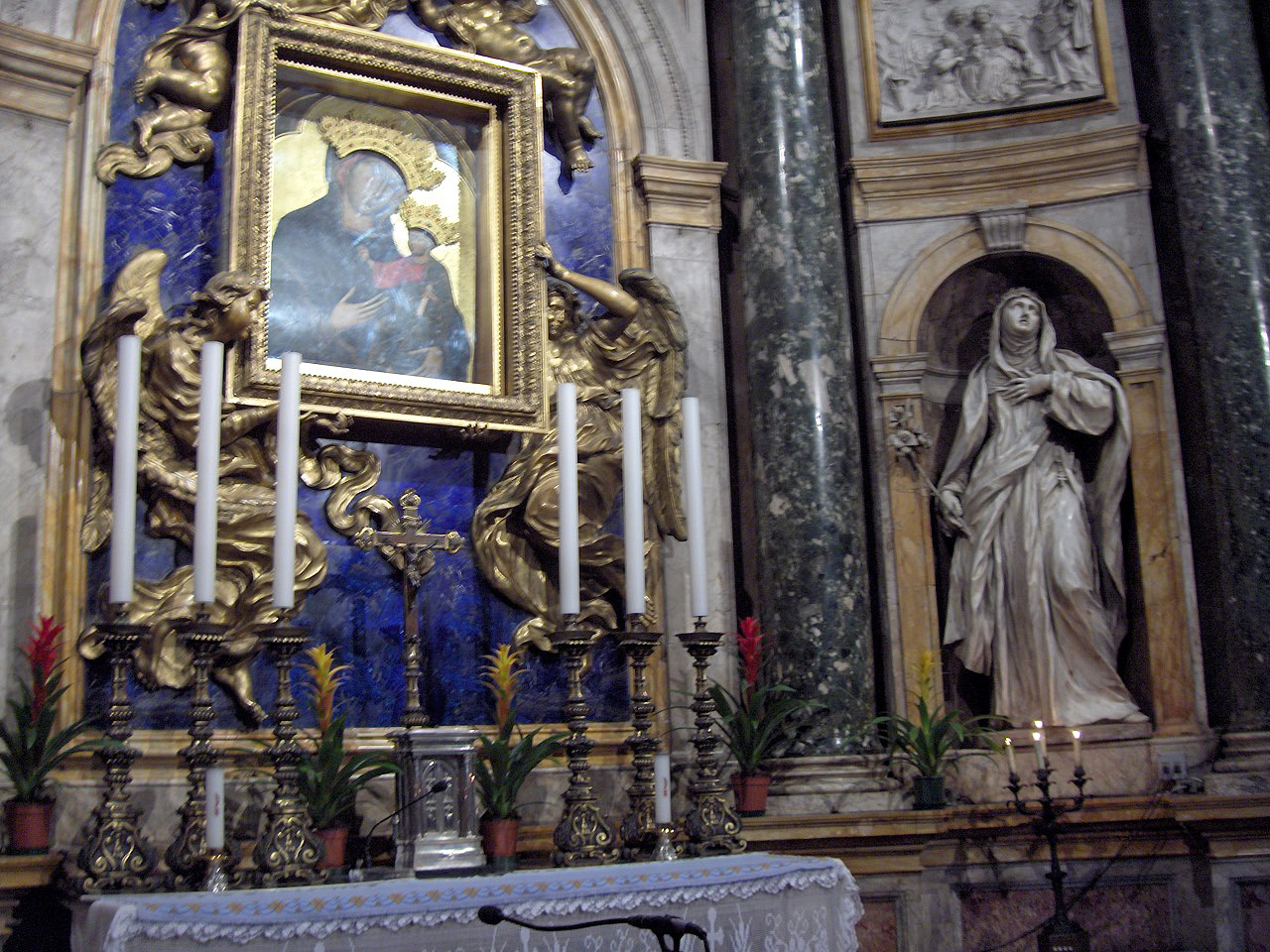
Капелла дель Вото, Сіена.